# Обладунок Дендри
37°39′21″ пн. ш. 22°49′43″ сх. д. / 37.65583° пн. ш. 22.82861° сх. д.Обладунок Дендри — це рідкісний приклад повного військового спорядження (Паноплія) часів Мікенської цивілізації, знайдений на археологічній ділянці Дендра в Арголіді та зберігається в Археологічному музеї Нафпліона.
Він складається з бронзових пластинчастих обладунків, що складаються з наплічників, барбота, горжета та шолома з ікла дикого кабана.
До відкриття цього спорядження різні елементи обладунків (кіраси, наплічники, нагрудники та нижні захисні пластини) пізнього мікенського періоду були виявлені у Фівах, а деякі бронзові стрічки були знайдені в Мікенах і Фесті. Бронзова луска, що належить до обладунків, була знайдена в Мікенах і Трої. Це свідчить про те, що в мікенські часи цей тип захисту вже широко використовувався в східному Середземномор’ї та на Близькому Сході.

## Інтернет-ресурси
- Dendra panoply, Nafplion Museum, on YouTube.